# Pauluccinella minima
Pauluccinella minima is een slakkensoort uit de familie van de Hydrobiidae. De wetenschappelijke naam van de soort is voor het eerst geldig gepubliceerd in 1881 door Paulucci.